# Landesjugendorchester Bremen
Das Landesjugendorchester Bremen (LJO Bremen) ist das Landesjugendorchester der Stadt Bremen.

## Geschichte
Das LJO Bremen wurde 1971 als Streichorchester gegründet, vergrößerte sich jedoch innerhalb der Jahrzehnte. Neben vielen Auftritten in und um Bremen gab es Auftritte in Deutschland und dem Ausland, darunter waren die Vereinigten Staaten, China, Brasilien, Belgien, Niederlande, Bulgarien, Bosnien oder Portugal. Zu den Aktivitäten gehören auch Live-Vertonungen von Stummfilmen.

## Das Orchester
Das Orchester ist eine Einrichtung des Landesmusikrats Bremen und gilt als Folgemaßnahme des Wettbewerbes Jugend musiziert. In mehreren jährlichen Arbeits- und Konzertphasen werden symphonische Kompositionen aller Stilepochen erarbeitet.
Die Musiker im Alter von 14 bis 21 Jahren müssen zur Teilnahme ein Aufnahmespiel erfolgreich absolvieren. Nach den Registerproben für jede Instrumentengruppe übt das gesamte Orchester ein komplettes Konzert ein.